# Вишнёвка (Кировская область)
Вишнёвка — деревня в Немском районе Кировской области. Входит в состав Немского сельского поселения.

## История
В 1964 г. Указом Президиума ВС РСФСР деревни Власово и Шелеметьево объединены в один населённый пункт с присвоением наименования деревня Вишнёвка.

## Население
| 2010 | 2014 | 2015 |
| ---- | ---- | ---- |
| 59   | ↘43  | ↗45  |